# Cearamiris
Cearamiris is een geslacht van wantsen uit de familie van de Miridae (blindwantsen). Het geslacht werd voor het eerst wetenschappelijk beschreven door Izjaslav Moisejevitsj Kerzjner en Randall T. Schuh in 1995.

## Soorten
Het genus is monotypisch en bevat alleen de volgende soort:

- Cearamiris nordestinus (Carvalho & Ferreira, 1973)